# Трава је зеленија
Трава је зеленија је филмска комедија из 1960. године, коју је режирао Стенли Донен. Филм је адаптација истоимене представе која је остварила велики успех на лондонском Вест Енду.

## Улоге
- Кери Грант - Виктор (ерл од Рајала)
- Дебора Кер - Хилари (грофица од Рајала)
- Роберт Мичам - Чарлс Делакро
- Џин Симонс - Хети Дурант
- Мори Вотсон - Тревор Селерс (батлер)